# Orchestre symphonique de Jérusalem
L'Orchestre symphonique de Jérusalem est un orchestre symphonique israélien.

## Historique

### Origine
Le 30 mars 1936, la voix du colonel Hudson, ministre des Postes, éclata dans l'éther et annonça pour la première fois « C'est l'appel de Jérusalem » en anglais, suivie d'une traduction en hébreu puis d'un discours du haut-commissaire M. Arthur Grenfell Wauchope, marquant officiellement l'inauguration du service de radiodiffusion palestinienne. La musique faisait partie du contenu radiodiffusé public dès sa création, et ce d’autant plus pendant les années du mandat britannique, puisque la politique admise ne comportait aucun contenu politique. Les premiers sons musicaux qui ont été entendus à cette occasion ont été ceux du piano de Erich (Aryeh) Sachs, qui a joué une introduction à une chanson interprétée par Chaim Vittorio Weinberg.

### Histoire
Fondé en 1936 sous le nom de « Orchestre de chambre de Radio-Palestine », l'ensemble est élargi et réorganisé par Crawford McNair et Karel Salmon en 1938 avant de prendre le nom en 1948 de Kol Israel Orchestra.
Aujourd'hui « Orchestre symphonique de Jérusalem », c'est l'orchestre de la radio israélienne. La formation joue beaucoup de musique contemporaine et fait principalement appel à des chefs et solistes locaux. Elle se produit au Henry Crown Symphony Hall du Théâtre de Jérusalem (en).
Depuis 2019, le directeur musical est Steven Sloane (en).
Alors que l'orchestre commençait à reprendre son activité à l'issue de la pandémie de Covid-19 en Israël, la violence de la crise israélo-palestinienne de 2021 a de nouveau tout arrêté. Bien qu'avec des approches différentes, les musiciens se déclarent « messagers de paix ».

## Chefs permanents
Comme chefs permanents se sont succédé à la tête de la formation :
- Michael Taube
- Georg Singer
- Heinz Freudenthal (1954-1961)
- Shalom Ronly-Riklis
- Mendi Rodan (1963-1972)
- Lukas Foss (1972-1975)
- Gary Bertini (1977-1986)
- Lawrence Foster (1989-1990)
- David Shallon (1992-2000)
- Lawrence Foster (conseiller musical, 2000-2002)
- Leon Botstein (2003-2010)
- Frédéric Chaslin (2011–2019)
- Steven Sloane (en) (2019– )

## Créations
Quelques créations notables de l'orchestre :
- David de Darius Milhaud (1954)
- Sinfonia concertante, pour alto et orchestre, d'Ödön Pártos (en) (1963)
- Abraham et Isaac d'Igor Stravinsky (1964)
- Exhortatio de Luigi Dallapiccola (1971)
- Symphonie no 3 « Jérusalem » d'Ezra Laderman (1976)
- Adagio et stretto de Gilbert Amy (1979)
- Chessed I d'Emmanuel Nunes (1979)
- Traversées du Temps de José-Luis Campana (1997)
- Seven Gates of Jerusalem de Krzysztof Penderecki (1997)
- Dry Bones Visions de Gil Shohat (en) (1998)